# Arroyo El Potrero
Der Arroyo El Potrero (auch: Arroyo del Potrero) ist ein im Süden Uruguays gelegener Fluss.
Der linksseitige Nebenfluss des Río de la Plata verläuft auf dem Gebiet des Departamento Maldonado zwischen den Badeorten Ocean Park und Chihuahua und bildet die natürliche Entwässerung der Laguna del Sauce.